# NGC 5860
NGC 5860 is een lensvormig sterrenstelsel in het sterrenbeeld Ossenhoeder. Het hemelobject werd op 17 april 1830 ontdekt door de Britse astronoom John Herschel.

## Synoniemen
- UGC 9717
- IRAS 15047+4249
- MCG 7-31-33
- ZWG 221.28
- MK 480
- 1ZW 102
- KCPG 454A
- PGC 53939